# Eretis
Eretis là một chi bướm ngày thuộc họ Bướm nâu.

## Các loài
- Eretis buamba Evans, 1937
- Eretis camerona Evans, 1937
- Eretis djaelaelae (Wallengren, 1857)
- Eretis herewardi Riley, 1921
- Eretis lugens (Rogenhofer, 1891)
- Eretis melania Mabille, 1891
- Eretis mitiana Evans, 1937
- Eretis mixta Evans, 1937
- Eretis plistonicus (Plötz, 1879)
- Eretis umbra (Trimen, 1862)
- Eretis vaga Evans, 1937